# 1. općinska nogometna liga Virovitica 1978./79.
1. općinska nogometna liga Virovitica (I. općinska nogometna liga Virovitica) za sezonu 1978./79. je bila liga sedmog stupnja nogometnog prvenstva Jugoslavije. 
 
Sudjelovalo je 12 klubova, a prvak je bio klub "Rezovac".  

## Ljestvica
| mj. | klub                     | ut. | pob. | ner. | por. | gol+ | gol- | bod | bod- |
| --- | ------------------------ | --- | ---- | ---- | ---- | ---- | ---- | --- | ---- |
| 1.  | Rezovac                  | 22  | 16   | 4    | 2    | 82   | 33   | 36  |      |
| 2.  | Bratstvo Gornje Bazje    | 22  | 12   | 6    | 4    | 73   | 43   | 30  |      |
| 3.  | Slavonac Pčelić          | 22  | 11   | 4    | 7    | 67   | 44   | 26  |      |
| 4.  | Jedinstvo Gradina        | 22  | 10   | 6    | 6    | 70   | 53   | 26  |      |
| 5.  | Bilogora Špišić Bukovica | 22  | 10   | 4    | 8    | 68   | 34   | 24  |      |
| 6.  | Sloboda Ovčara           | 22  | 13   | 1    | 8    | 51   | 39   | 24  | -3   |
| 7.  | Omladinac Korija         | 22  | 10   | 2    | 10   | 50   | 63   | 22  |      |
| 8.  | Podravac Orešac          | 22  | 7    | 6    | 9    | 50   | 56   | 20  |      |
| 9.  | Dinamo Kapela Dvor       | 22  | 8    | 4    | 10   | 40   | 58   | 20  |      |
| 10. | Podgorje                 | 22  | 6    | 4    | 12   | 49   | 61   | 16  |      |
| 11. | Bratstvo Borova          | 22  | 5    | 3    | 14   | 33   | 73   | 13  |      |
| 12. | Budućnost Karađorđevo    | 22  | 1    | 2    | 19   | 26   | 104  | 0   | -4   |

- Ovčara, skraćeno za Ovčara Suhopoljska – danas dio naselja Suhopolje
- Karađorđevo Gradinsko, također kao Karađorđevo – danas dio naselja Detkovac

## Rezultatska križaljka
| kratica | klub                     | BIL | BRAB | BRAGB | BUD | DIN | JED | OML | PODG | PODR | REZ | SLA | SLO |
| --- | ------------------------ | --- | ---- | ----- | --- | --- | --- | --- | ---- | ---- | --- | --- | --- |
| BIL | Bilogora Špišić Bukovica |     |      |       |     |     |     |     |      |      |     |     |     |
| BRAB | Bratstvo Borova          |     |      |       |     |     |     |     |      |      |     |     |     |
| BRAGB | Bratstvo Gornje Bazje    |     |      |       |     |     |     |     |      |      |     |     |     |
| BUD | Budućnost Karađorđevo    |     |      |       |     |     |     |     |      |      |     |     |     |
| DIN | Dinamo Kapela Dvor       |     |      |       |     |     |     |     |      |      |     |     |     |
| JED | Jedinstvo Gradina        |     |      |       |     |     |     |     |      |      |     |     |     |
| OML | Omladinac Korija         |     |      |       |     |     |     |     |      |      |     |     |     |
| PODG | Podgorje                 |     |      |       |     |     |     |     |      |      |     |     |     |
| PODR | Podravac Orešac          |     |      |       |     |     |     |     |      |      |     |     |     |
| REZ | Rezovac                  |     |      |       |     |     |     |     |      |      |     |     |     |
| SLA | Slavonac Pčelić          |     |      |       |     |     |     |     |      |      |     |     |     |
| SLO | Sloboda Ovčara           |     |      |       |     |     |     |     |      |      |     |     |     |
| |                          |     |      |       |     |     |     |     |      |      |     |     |     |
| podebljan rezultat - utakmice od 1. do 11. kola (1. utakmica između klubova) rezultat normalne debljine - utakmice od 12. do 22. kola (2. utakmica između klubova) rezultat nakošen - nije vidljiv redoslijed odigravanja međusobnih utakmica iz dostupnih izvora rezultat smanjen * - iz dostupnih izvora nije uočljiv domaćin susreta prekrižen rezultat - poništena ili brisana utakmica p - utakmica prekinuta 3:0 p.f. / 0:3 p.f. - rezultat 3:0 bez borbe n.i. - nije igrano |                          |     |      |       |     |     |     |     |      |      |     |     |     |

 Izvori: